# كريولية جامايكية
الباتوا الجامايكية، المعروفة محليا باسم (باتوا أو باتواه) والتي يطلق عليها اللغويون الكريول الجامايكي (اللغة الهجينة)، هي لغة كريولية قائمة على اللغة الإنجليزية متأثرة بغرب أفريقيا (معظم اللغات المستعارة غير الإنجليزية هي من أصل أكاني). يتم التحدث باللغة بشكل رئيسي في جامايكا والشتات الجامايكي؛ ويتحدث بها أغلبية الجامايكيين كلغة أصلية. تطورت لغة باتوا في القرن السابع عشر عندما تعرض العبيد من غرب ووسط أفريقيا للهجات العامية الإنجليزية التي كان يتحدث بها مالكو العبيد وتعلموها واكتسبوها: مثل الإنجليزية، والاسكتلندية، والإنجليزية الإيرلندية. يظهر الكريول الجامايكي تدرجًا بين الأشكال الأكثر تحفظًا للكريول التي لا يمكن فهمها على نحو متبادل بشكل جيد مع الإنجليزية، وأشكال مطابقة تقريبًا للغة الإنجليزية القياسية.
يشير الجامايكيون إلى لغتهم باسم «باتوا»، وهو مصطلح يشير إلى كل التوصيفات التي تضم اللغات المبسطة والكريولات واللهجات واللغات المحكية. غالبًا ما توسم الكريولات، ومن بينها الباتوا الجامايكية بكونها لغة ذات مستوىً «أدنى» حتى عندما يتحدث معظم السكان المحليين بها كلغتهم الأم.
يختلف النطق الجاميكي والمفردات اختلافًا كبيرًا عن الإنكليزية على الرغم من الاستخدام المكثف للكلمات أو المشتقات الإنجليزية، ولكن يظهر نظام كتابتهم قواسم مشتركة مع الأبجدية الإنجليزية.
وجد مجتمعات جامايكية كبيرة ناطقة بالباتوية في ميامي، مدينة نيويورك، وتورنتو، وهارتفورد، وواشنطن العاصمة، ونيكاراغوا، وكوستاريكا، وبنما (على ساحل الكاريبي)، ولندن أيضًا، وبرمنغهام، ومانشستر، ونوتنغهام. هناك مجموعة متنوعة مفهومة على نحو متبادل في إدارة أرخبيل سان أندريس، وكولومبيا، جلبها إلى الجزيرة أحفاد المارون الجامايكيين (العبيد الفارين) في القرن الثامن عشر. تتشابه أشكال الميزوليكتال مع الشكل المجرد من البيليزيان كريول.
تتواجد الباتوا الجامايكية في الغالب كلغة محكية، وتستخدم بشكل كبير في الموسيقى، خاصة في موسيقى الريغي ودانس هول وغيرها من الأنواع. على الرغم من استخدام اللغة الإنجليزية البريطانية ضمن معظم أغراض الكتابة في جامايكا، إلا أن الباتوا الجامايكية بدأت باكتساب شعبية لها كلغة أدبية لما يقرب من نحو مائة عام. نشر كلود مكاي كتابه عن القصائد الجامايكية «أغاني جامايكا» في عام 1912. عادة ما تستخدم كل من لغتي الباتوا والإنجليزية للتباين الأسلوبي (التناوب اللغوي) في الأشكال الجديدة من الإنترنت.

## الإملاء
كُتبت لغة باتوا منذ زمن طويل بتهجئات ثانية مقارنة باللغة الإنجليزية، على سبيل المثال، كلمة هناك بالأنجليزية (ذير)، يمكن أن تكتب (دي) أو (ديه) أو (دير)، وكلمة ثلاثة (ثري) تكتب (تري) أو (تريّ). غالبا يستخدم الإملاء الإنجليزي القياس، وأحيانًا يصبح الهجاء غير المعياري واسع الانتشار على الرغم من أنه ليس صوتيًا ولا قياسيًا. على سبيل المثال: هناك كلمة «بيكني» مقابل كلمة «بِكني»، والتي تعني «طفل».
في عام 2002، أُنشئت وحدة اللغة الجامايكية في جامعة جزر الهند الغربية في مونا للبدء في توحيد اللغة بهدف دعم الجامايكيين غير الناطقين باللغة الإنجليزية وفقا لضمانات دستورية تخص المساواة في الحقوق، حيث تقدم خدمات الدولة عادة باللغة الإنجليزية، التي لا يستطيع قسم كبير من السكان التحدث بها بطلاقة. الأغلبية العظمى من هؤلاء الأشخاص هم من الناطقين بالباتوا الجامايكية. يُجادل بأن عدم تقديم خدمات الدولة بلغة من هذا النوع من الاستخدام العام، أو المعاملة التمييزية من جانب موظفي الدولة على أساس عدم قدرة المواطن على استخدام اللغة الإنجليزية يشكل انتهاكا لحقوق المواطنين. اقتُرح إدراج مسألة عدم التمييز على أساس اللغة في ميثاق الحقوق.

## الأدب والسينما
تطورت مجموعة غنية من المؤلفات في الباتوا الجامايكية. من بين أوائل المؤلفين والأعمال كانت «مكتبة كل جامايكا» للشاعر توماس ماكديرموت، وكتاب «أغاني جامايكا» الصادر عن المؤلف كلود مكاي عام 1909، ومؤخرًا، شعراء نمط الداب أمثال لينتون كويسي جونسون وميكي سميث. في وقت لاحق، تعتبر أعمال لويس بينيت أو مس لو (1919 – 2006) بارزة بشكل خاص نظرًا لاستخدامها لغة باتوا غنية مفعمة بالألوان، على الرغم من تجنبها من قبل المجموعات الأدبية التقليدية. «استبعدتها رابطة الشعر الجامايكية من اجتماعاتها، ولم ينجح المحررون في تضمينها ضمن مقتطفاتهم الأدبية». مع ذلك، فقد جادلت بقوة من أجل الاعتراف بالجامايكية كلغة كاملة، بنفس درجة النسب للهجة التي نشأت منها اللغة الإنجليزية القياسية.
بعد الستينيات، علت حالة الباتوا الجامايكية بعد نشر عدد من الدراسات اللغوية المحترمة من قبل فردريك كاسيدي (1961، 1967)، وبايلي (1966) وغيرهم. بعد ذلك، أصبح من السائد الخلط اللغوي أو كتابة مقاطع كاملة بالباتوا الجامايكية؛ من بين المؤيدين كامو براثويت، الذي يحلل أيضًا موقف شعر الكريول ضمن عمله «تاريخ الصوت: تطور لغة قومية في الشعر الإنجليزي الكاريبي (1984)». إلا أن الإنجليزية تبقى الوسط الأدبي المرموق أكثر ضمن الأدب الجامايكي. كثيرًا ما يكتب الروائي الكندي-الكاريبي للخيال العلمي نالو هوبكنسون بالترِينِيدادِيّة وأحيانًا بالباتوا الجامايكية. صاغ جان دكوستا سلسلة من روايات الأطفال الشهيرة، منها سبرات موريسون (1972؛ 1990)، وإسكيب تو لاست مان بيك (الهروب إلى قمة الرجل الأخير) (1976)، وفويس إن ذا ويند (صوت في الرياح) (1978)، والتي استُلَّت بحريّة من اللغة الحوارية في الباتوا الجامايكية، تقديم نثر سردي باللغة الإنجليزية القياسية. يوظف مارلون جيمس يوظف الباتوا في رواياته التي من بينها «تاريخ موجز لحالات قتل سبعة (2014)». في رواية الخيال العلمي «كايا أبانيا وأب الغابة (2014)»، يقدم الكاتب البريطاني - الترينيدادي واين جيرار تروتمان حوارًا بالكريول الترِينِيدادِيّة، والباتوا الجامايكية، والفرنسية، بينما يستخدم الإنجليزية القياسية في نثر السرد.
تظهر الباتوا الجاميكية أيضًا في بعض الأفلام وغيرها من وسائل الإعلام، مثل الخطاب الذي تلقيه شخصية تيا دالما في فيلم قراصنة الكاريبي: صندوق الرجل الميت، وبعض المشاهد في فيلم قابل جو بلاك حيث تتحدث الشخصية التي قام بدورها براد بيت مع امرأة جامايكية. بالإضافة إلى ذلك، تملك الأفلام الجامايكية الأولى مثل «ذا هاردر ذي كوم (1972)» و«روكرز (1978)»، والعديد من الأفلام التي أنتجتها شركة بالم بيكتشرز في منتصف التسعينات (مثل: دانس هول كوين أند ثيرد وورلد كوب) حوارات معظمها بالباتوا الجامايكية؛ تم وضع حاشية مترجمة للفيلم باللغة الإنجليزية لبعض هذه الأفلام. تم استخدام الباتوا الجامايكية أيضًا في الموسم الثاني من سلسلة لوك كيج ولكن تم وصف اللهجات بأنها «مريعة» بتأديتها من قبل الأمريكيين الجامايكيين.

### الإنجيل
في شهر ديسمبر من العام 2011، قِيل أن الكتاب المقدس تتم ترجمته إلى الباتوا الجامايكية. بدا إنجيل لوقا حينها كالتالي (عند قراءته بالباتوا الجاميكية): «جيزاس: دي بوك وي لوك رايت باوت إم». بينما يعتقد القس كورتني ستيوارت، الذي يدير الترجمة كأمين عام لجمعية الإنجيل في جزر الهند الغربية، أن هذا سيساعد على رفع مكانة الباتوا الجامايكية، في حين يعتقد آخرون أن مثل هذه الخطوة ستقوض الجهود المبذولة لتشجيع استخدام اللغة الإنجليزية. تم نشر العهد الجديد بلغة الباتوا الجامايكية في بريطانيا (حيث يكثر الشتات الجامايكي) في أكتوبر عام 2012 بعنوان «دي جاميكان نيو تيستيمنت»، مع نسخ مطبوعة وصوتية في جامايكا في ديسمبر عام 2012.